# Prix Galien
Le prix Galien récompense, chaque année depuis 1970, des innovations thérapeutiques récentes mises à la disposition du public ainsi que des travaux de recherche pharmaceutique. Il est organisé par le Groupe Profession Santé. Il marque la reconnaissance de réalisations remarquables dans le domaine du développement des traitements et des outils diagnostics.

## Historique
Le prix Galien a été créé en France en 1970 par la revue Pharmacie mondiale en l'honneur de Claude Galien, le père de la science médicale et de la pharmacologie modernes[source secondaire souhaitée].
D'abord créé en France, ce prix a été reproduit dans d'autres pays. Il en existe (état en 2004) des déclinaisons dans neuf autres pays européens (notamment en Pologne), en Suisse (où il est remis par la revue Medical Tribune), aux États-Unis, au Canada, .

La médaille de ce prix est l'œuvre du médailleur français Albert de Jaeger.

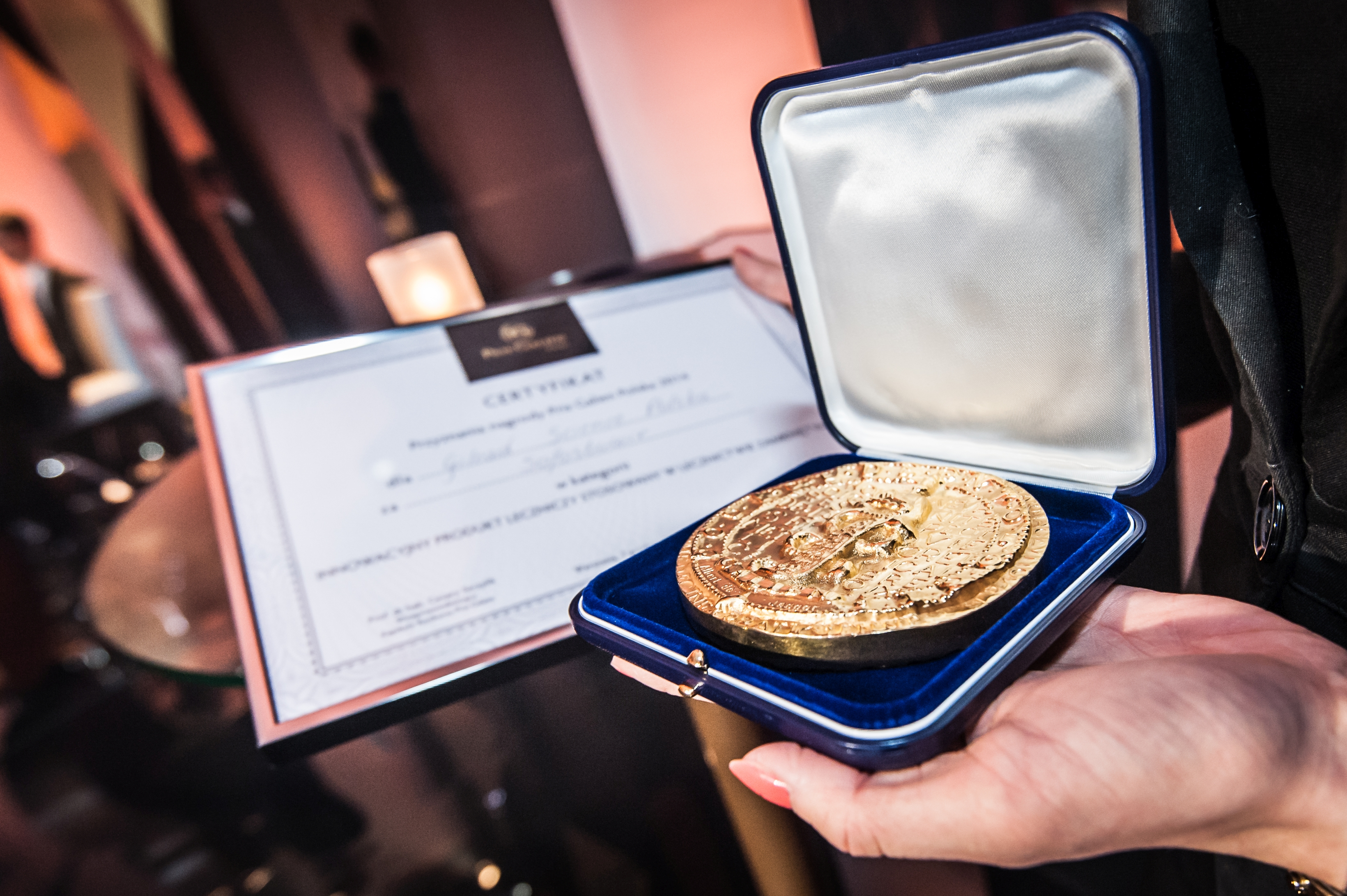
Médaille et certificat du prix Galien polonais.